# Wilczowola (powiat zwoleński)
Wilczowola dawniej też Wilcza Wola – wieś w Polsce położona w województwie mazowieckim, w powiecie zwoleńskim, w gminie Policzna. Ma status sołectwa. Leży przy drodze krajowej nr 79.
Prywatna wieś szlachecka Wilcza Wola, położona była w drugiej połowie XVI wieku w powiecie radomskim województwa sandomierskiego. W latach 1975–1998 miejscowość należała administracyjnie do województwa radomskiego.
Wierni Kościoła rzymskokatolickiego należą do parafii św. Stefana w Policznie.